# トップ・カウ・プロダクション
トップ・カウ・プロダクション（Top Cow Productions）は、アメリカン・コミックスのアーティストマーク・シルベストリ(Marc Silvestri)により1992年に設立されたコミックプロダクションである。

## 作品
- ウィッチブレイド(Witchblade)
- ダークネス(Darkness)
- サイバーフォース(Cyberforce)
- マグダレーナ(Magdalena)